# Norvégia az 1976. évi téli olimpiai játékokon
Norvégia az ausztriai Innsbruckban megrendezett 1976. évi téli olimpiai játékok egyik részt vevő nemzete volt. Az országot az olimpián 7 sportágban 42 sportoló képviselte, akik összesen 7 érmet szereztek.

## Érmesek
| Érem  | Versenyző                                          | Sportág        | Versenyszám           |
| ----- | -------------------------------------------------- | -------------- | --------------------- |
| Arany | Sten Stensen                                       | Gyorskorcsolya | Férfi 5000 m          |
| Arany | Jan Egil Storholt                                  | Gyorskorcsolya | Férfi 1500 m          |
| Arany | Ivar Formo                                         | Sífutás        | Férfi 50 km           |
| Ezüst | Jørn Didriksen                                     | Gyorskorcsolya | Férfi 1000 m          |
| Ezüst | Sten Stensen                                       | Gyorskorcsolya | Férfi 10 000 m        |
| Ezüst | Pål Tyldum Einar Sagstuen Ivar Formo Odd Martinsen | Sífutás        | Férfi 4 × 10 km váltó |
| Bronz | Lisbeth Korsmo                                     | Gyorskorcsolya | Női 3000 m            |

## Alpesisí
Férfi
| Versenyző  | Versenyszám      | 1. futam      | 1. futam      | 2. futam | 2. futam | Összesítés | Összesítés |
| Versenyző  | Versenyszám      | Idő           | Hely.         | Idő      | Hely.    | Idő        | Helyezés   |
| ---------- | ---------------- | ------------- | ------------- | -------- | -------- | ---------- | ---------- |
| Erik Håker | Lesiklás         |               |               |          |          | 1:49,19    | 25.        |
| Erik Håker | Óriás-műlesiklás | nem ért célba | nem ért célba | kiesett  | kiesett  | kiesett    | kiesett    |
| Erik Håker | Műlesiklás       | 1:06,77       | 30.           | 1:11,09  | 29.      | 2:17,86    | 26.        |
| Odd Sørli  | Óriás-műlesiklás | nem ért célba | nem ért célba | kiesett  | kiesett  | kiesett    | kiesett    |
| Odd Sørli  | Műlesiklás       | nem ért célba | nem ért célba | kiesett  | kiesett  | kiesett    | kiesett    |

Női
| Versenyző        | Versenyszám      | 1. futam | 1. futam | 2. futam      | 2. futam      | Összesítés | Összesítés |
| Versenyző        | Versenyszám      | Idő      | Hely.    | Idő           | Hely.         | Idő        | Helyezés   |
| ---------------- | ---------------- | -------- | -------- | ------------- | ------------- | ---------- | ---------- |
| Torill Fjeldstad | Lesiklás         |          |          |               |               | 1:52,99    | 27.        |
| Torill Fjeldstad | Óriás-műlesiklás |          |          |               |               | 1:36,00    | 31.        |
| Torill Fjeldstad | Műlesiklás       | 50,11    | 19.      | nem ért célba | nem ért célba | kiesett    | kiesett    |

## Biatlon

### 20 km egyéni indításos
A célpont egy külső és egy belső körből állt. A külső körön kívüli találat 2 perc, a külső kör találata 1 perc büntetőidőt jelentett.
| Versenyző        | Eredmény   | Helyezés | Büntetőperc | Végső eredmény | Helyezés |
| ---------------- | ---------- | -------- | ----------- | -------------- | -------- |
| Tor Svendsberget | 1:15:10,13 | 12.      | 3           | 1:18:10,13     | 9.       |
| Kjell Hovda      | 1:16:24,45 | 22.      | 5           | 1:21:24,45     | 18.      |
| Svein Engen      | 1:14:27,24 | 9.       | 7           | 1:21:27,24     | 20.      |

### 4 × 7,5 km váltó
A lövéseket követően a lövőhibák számának megfelelő mennyiségű 200 m-es büntetőkört kellett teljesíteni a versenyzőknek.
| Versenyző                                              | Eredmény   | Lövőhiba | Helyezés |
| ------------------------------------------------------ | ---------- | -------- | -------- |
| Kjell Hovda Terje Hanssen Svein Engen Tor Svendsberget | 2:05:10,28 | 6        | 5.       |

## Északi összetett
A három ugrás közül a két legjobb pontszámát adták össze. A sífutás végén 1 perces időkülönbség 9 pontnak felelt meg.
| Versenyző             | Normálsánc | Normálsánc | Normálsánc | Normálsánc | Normálsánc | Normálsánc | Normálsánc | Normálsánc | 15 km sífutás | 15 km sífutás | 15 km sífutás | Összesítés | Összesítés |
| Versenyző             | 1. ugrás   | 1. ugrás   | 2. ugrás   | 2. ugrás   | 3. ugrás   | 3. ugrás   | Össz.      | Össz.      | 15 km sífutás | 15 km sífutás | 15 km sífutás | Összesítés | Összesítés |
| Versenyző             | Pont       | Hely.      | Pont       | Hely.      | Pont       | Hely.      | Pont       | Hely.      | Idő           | Pont          | Hely.         | Pont       | Helyezés   |
| --------------------- | ---------- | ---------- | ---------- | ---------- | ---------- | ---------- | ---------- | ---------- | ------------- | ------------- | ------------- | ---------- | ---------- |
| Tom Sandberg          | 96,3       | 13.        | 94,7       | 15.**      | 99,4       | 12.        | 195,7      | 17.        | 49:09,34      | 209,83        | 4.            | 405,53     | 8.         |
| Pål Schjetne          | 97,2       | 11.        | 102,1      | 6.         | 102,3      | 7.         | 204,4      | 7.         | 50:26,97      | 198,19        | 12.           | 402,59     | 9.         |
| Stein Erik Gullikstad | 79,5       | 29.        | 72,5       | 31.        | 82,6       | 31.        | 162,1      | 31.        | 49:04,07      | 210,62        | 2.            | 372,72     | 22.        |
| Arne Bystøl           | 80,1       | 27.*       | 81,9       | 28.        | 84,6       | 30.        | 166,5      | 30.        | 51:02,81      | 192,81        | 17.           | 359,31     | 27.        |

* - egy másik versenyzővel azonos eredményt ért el

** - két másik versenyzővel azonos eredménnyel végzett a sorozatban a 15. helyen

## Gyorskorcsolya
Férfi
| Versenyző             | Versenyszám | Eredmény | Helyezés |
| --------------------- | ----------- | -------- | -------- |
| Terje Andersen        | 1000 m      | 1:22,92  | 16.      |
| Terje Andersen        | 1500 m      | 2:04,65  | 15.      |
| Jørn Didriksen        | 1000 m      | 1:20,45  |          |
| Amund Sjøbrend        | 5000 m      | 7:48,28  | 13.      |
| Amund Sjøbrend        | 10 000 m    | 15:43,29 | 10.      |
| Sten Stensen          | 5000 m      | 7:24,48  |          |
| Sten Stensen          | 10 000 m    | 14:53,30 |          |
| Kay Arne Stenshjemmet | 500 m       | 40,94    | 21.      |
| Kay Arne Stenshjemmet | 1000 m      | 1:24,71  | 22.      |
| Kay Arne Stenshjemmet | 1500 m      | 2:03,75  | 11.      |
| Jan Egil Storholt     | 500 m       | 1:18,00~ | 28.      |
| Jan Egil Storholt     | 1500 m      | 1:59,38  |          |
| Jan Egil Storholt     | 5000 m      | 7:40,60  | 9.       |
| Jan Egil Storholt     | 10 000 m    | 16:06,37 | 14.      |
| Arnulf Sunde          | 500 m       | 39,78    | 6.*      |

* - egy másik versenyzővel azonos eredményt ért el

~ - a futam során elesett
Női
| Versenyző              | Versenyszám | Eredmény | Helyezés |
| ---------------------- | ----------- | -------- | -------- |
| Lisbeth Korsmo         | 1500 m      | 2:18,99  | 4.       |
| Lisbeth Korsmo         | 3000 m      | 4:45,24  |          |
| Sigrid Sundby-Dybedahl | 500 m       | 45,00    | 16.      |
| Sigrid Sundby-Dybedahl | 1000 m      | 1:33,05  | 18.      |
| Sigrid Sundby-Dybedahl | 1500 m      | 2:21,85  | 11.      |

## Sífutás
Férfi
| Versenyző                                          | Versenyszám     | Eredmény      | Helyezés      |
| -------------------------------------------------- | --------------- | ------------- | ------------- |
| Per Knut Aaland                                    | 50 km           | 2:41:18,06    | 6.            |
| Oddvar Brå                                         | 30 km           | 1:34:59,57    | 19.           |
| Oddvar Brå                                         | 50 km           | nem ért célba | nem ért célba |
| Ivar Formo                                         | 15 km           | 45:29,11      | 5.            |
| Ivar Formo                                         | 30 km           | 1:33:01,68    | 11.           |
| Ivar Formo                                         | 50 km           | 2:37:30,05    |               |
| Odd Martinsen                                      | 15 km           | 45:41,33      | 8.            |
| Odd Martinsen                                      | 30 km           | 1:32:38,91    | 9.            |
| Magne Myrmo                                        | 15 km           | 49:26,89      | 55.           |
| Magne Myrmo                                        | 30 km           | 1:35:33,34    | 23.           |
| Pål Tyldum                                         | 15 km           | 46:50,57      | 20.           |
| Pål Tyldum                                         | 50 km           | 2:42:21,86    | 7.            |
| Pål Tyldum Einar Sagstuen Ivar Formo Odd Martinsen | 4 × 10 km váltó | 2:09:58,36    |               |

Női
| Versenyző                                                      | Versenyszám    | Eredmény   | Helyezés |
| -------------------------------------------------------------- | -------------- | ---------- | -------- |
| Berit Aunli-Kvello                                             | 5 km           | 16:57,12   | 17.      |
| Berit Aunli-Kvello                                             | 10 km          | 32:17,60   | 18.      |
| Berit Johannessen                                              | 5 km           | 17:04,25   | 20.      |
| Berit Johannessen                                              | 10 km          | 32:46,76   | 23.      |
| Grete Kummen                                                   | 5 km           | 16:35,43   | 8.       |
| Grete Kummen                                                   | 10 km          | 32:02,59   | 15.      |
| Marit Myrmæl                                                   | 5 km           | 17:02,21   | 18.      |
| Marit Myrmæl                                                   | 10 km          | 32:47,21   | 24.      |
| Berit Aunli-Kvello Marit Myrmæl Berit Johannessen Grete Kummen | 4 × 5 km váltó | 1:11:09,08 | 5.       |

## Síugrás
Férfi
| Versenyző      | Versenyszám | 1. ugrás | 1. ugrás | 2. ugrás | 2. ugrás | Összesítés | Összesítés |
| Versenyző      | Versenyszám | Pont     | Hely.    | Pont     | Hely.    | Pont       | Helyezés   |
| -------------- | ----------- | -------- | -------- | -------- | -------- | ---------- | ---------- |
| Per Bergerud   | Normálsánc  | 100,3    | 45.      | 103,7    | 35.      | 204,0      | 43.        |
| Per Bergerud   | Nagysánc    | 89,6     | 35.      | 90,1     | 20.      | 179,7      | 26.        |
| Finn Halvorsen | Normálsánc  | 103,8    | 37.***   | 102,5    | 40.      | 206,3      | 37.        |
| Finn Halvorsen | Nagysánc    | 90,0     | 33.      | 83,2     | 33.      | 173,2      | 35.        |
| Odd Hammernes  | Normálsánc  | 103,5    | 41.      | 104,8    | 31.*     | 208,3      | 33.        |
| Odd Hammernes  | Nagysánc    | 78,4     | 48.      | 63,9     | 52.      | 142,3      | 50.        |
| Johan Sætre    | Normálsánc  | 112,6    | 15.**    | 109,9    | 20.*     | 222,5      | 18.*       |
| Johan Sætre    | Nagysánc    | 99,2     | 15.      | 96,0     | 13.      | 195,2      | 13.        |

* - egy másik versenyzővel azonos eredményt ért el

** - két másik versenyzővel azonos eredménnyel végzett a sorozatban a 15. helyen

*** - három másik versenyzővel azonos eredménnyel végzett a sorozatban a 37. helyen

## Szánkó
| Versenyző                 | Versenyszám | 1. futam | 1. futam | 2. futam | 2. futam | 3. futam | 3. futam | 4. futam | 4. futam | Összesítés | Összesítés |
| Versenyző                 | Versenyszám | Idő      | Hely.    | Idő      | Hely.    | Idő      | Hely.    | Idő      | Hely.    | Idő        | Helyezés   |
| ------------------------- | ----------- | -------- | -------- | -------- | -------- | -------- | -------- | -------- | -------- | ---------- | ---------- |
| Morten Nordeide Johansen  | Férfi egyes | 54,460   | 20.      | 53,899   | 19.      | 54,155   | 23.      | 54,365   | 22.      | 3:36,879   | 20.        |
| Christian Strøm           | Férfi egyes | 55,125   | 25.      | 54,603   | 24.      | 54,347   | 24.      | 54,717   | 24.      | 3:38,792   | 22.        |
| Bjørn Dyrdahl             | Férfi egyes | 1:04,969 | 39.      | 54,185   | 22.      | 53,911   | 22.      | 53,979   | 19.      | 3:47,044   | 36.        |
| Asle Strand Helge Svensen | Kettes      | 44,097   | 14.      | 44,357   | 14.      |          |          |          |          | 1:28,454   | 13.        |
| Martin Ore Eilif Nedberg  | Kettes      | 44,744   | 15.      | 44,534   | 15.      |          |          |          |          | 1:29,278   | 15.        |